# 허리케인 앨런
허리케인 앨런(Hurricane Allen)은 1980년의 첫 번째 허리케인으로 사피어-심프슨 허리케인 등급 제5등급에 속해있던 기간이 다른 어느 허리케인보다 가장 길었고, 제5등급의 세력이 허리케인의 일생 동안 세차례 있었던 몇 안되는 허리케인 중 하나이다. 북대서양에서 발생한 허리케인 중 5번째로 강하며 1분 최대 풍속으로는 가장 강하다.

## 허리케인의 진행
허리케인 앨런은 초기에 1980년 8월 1일 아프리카 대륙 서쪽 해안선 근처에서 열대 저기압으로 발달하여 카보베르데형 허리케인이 되었다. 그러나 미국 국립 허리케인 센터(NHC)에서는 열대저기압이 윈드워드 섬 동쪽 약 2,100km(1,300mi)에 위치하기 전까지 24시간 동안 아무런 발달 과정을 발표하지 않았다. 8월 2일에는 카리브해 방면으로 이동하면서 강력해졌다. 이로 인해 '앨런(Allen)'으로 명명하면서 1980년에 발생한 허리케인 중 첫 번째로 이름이 붙인 허리케인이 되었다. NHC에서는 추후 앨런의 진로에 놓여있는 바다의 수온이 높아 강력해질 수 있는 요건을 갖추었다고 판단했다. 그러나 푸에르토 리코 부근 북쪽에서 차가운 공기가 남하해 약 72시간동안 발달을 하지 못할 수도 있다고 덧붙였다. 앨런은 느리게 이동하게 될거라고 예상했으나 27~37km/h(17~23mph)의 속력으로 계속해서 서진했다. 8월 3일에는 NHC가 푸에르토 리코 부근의 찬 공기가 약해지면서 앨런이 앞으로 더욱더 강력해질 것이라고 예보했다.
8월 3일 16시에 풍속 155km/h(100mph)가 관측되면서 NHC는 앨런을 허리케인의 지위로 향상시켰다. 그러나 후에 분석한 결과, 16시간 전인 전날 자정에 이미 허리케인의 단계에 올라섰다고 결과가 나왔다. 허리케인 앨런은 빠르게 강력해지기 시작했고 6시간 만인 8월 4일 자정, 바베이도스의 수도인 브리지타운 북서쪽 약 61km(38mi) 해상에서 메이저(강력한)허리케인이 되었다. 또 6시간 만에 앨런은 세인트 루시아 섬 남쪽 약 13km(8mi)를 통과했다. 이후 2시간 만에 앨런은 사피어-심슨 허리케인 등급 제4등급에 버금가게 강력해졌고 이날 오후에 중심기압이 946hPa를 기록했다. 그러나 946hPa를 기록한 후 24시간 동안은 더 이상 강해지지 않을 것이라고 예측했다. 하지만 8월 5일 자정이 되기 조금 전에 중심기압은 924hPa로 떨어졌고 전해인 1979년의 제4호 허리케인인 허리케인 데이비드와 같은 수치를 기록했다.
8월 5일에는 앨런이 푸에르토 리코 남쪽 해상에 있을 때 제5등급으로 강해졌고 이는 당시 북대서양에서 발생한 모든 허리케인 중에서 가장 이른 날에 제5등급이 되어 기록을 세웠으나 26년 후인 2005년에 발생한 제5호 허리케인인 허리케인 에밀리가 7월 16일에 제5등급에 도달하면서 기록이 깨지게되었다. 이 때 앨런의 중심기압은 911hPa을 기록했고 이는 카리브해 동부에서 가장 낮은 중심기압으로 기록되었다. 또한 NHC가 초기에 24시간동안 더 이상 발달하지 않을 것이라는 예측을 깨고 10시간만에 35hPa가 낮아졌다.
태풍의 눈은 자메이카와 히스파니올라섬 사이를 제4등급의 세력으로 지나갔다. 아이티와 자메이카의 산 사이로 지나가면서 약해지게 된 앨런은 섬에서 멀어지자 두 번째로 제5등급으로 복귀하였고 하룻동안 이 세력이 유지되었다. 앨런은 쿠바와 멕시코 유카탄반도 사이를 지나갔는데 이 때 중심기압이 899hPa를 기록했다. 허리케인 앨런은 이때까지 카리브해의 무수히 많은 섬에 한번도 상륙하지 않고 서쪽으로 이동했다. 앨런은 다시 제4등급으로 약간 약해졌으나 멕시코만에 진입하면서 세 번째로 사피어-심슨 허리케인 등급 제5등급이 되었다. 이 세력도 하룻동안 지속되면서 중심기압이 909hPa로 조금 올라갔으나 여전히 매우 강한 세력을 유지하였다. 이 909hPa의 수치는 멕시코만 서쪽에서 기록된 중심기압 중 가장 낮은 기록이 되었다. 앨런은 미국 텍사스주 브라운즈빌(Brownsville) 북쪽에 제3등급으로, 풍속 약 185km/h(115mph)의 세력으로 상륙하였고 자연히 내륙으로 이동하면서 급격하게 약화되었다.

## 대비

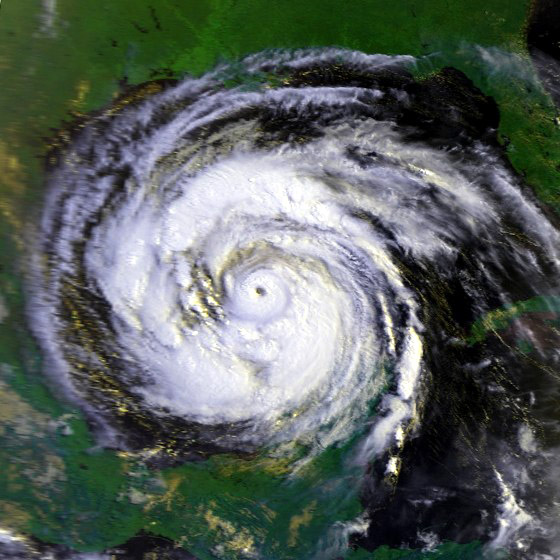
허리케인 앨런 (8월 8일)

허리케인 앨런이 카리브해에 접근하기 시작해 8월 3일 낮에 바베이도스, 세인트루시아, 세인트빈센트 그레나딘, 도미니카 연방, 그레나다, 마르티니크와 과들루프에 풍랑주의보와 허리케인 주의보가 발령되었다. 앤티가 바부다에서는 8월 3일 오전 11시부터 다음날 8월 4일 오전 11시까지 풍랑주의보가 지속되었다. 과들루프와 안티가바부다를 제외한 5개국+마르티니크에서의 허리케인주의보는 허리케인경보로 격상되었고 앨런이 카리브해 안으로 깊숙히 들어오면서 도미니카 공화국 남동부 지역과 아이티 남부에 허리케인주의보가 8월 4일 오전 11시부터 8월 5일 아침까지 지속되었고 풍랑주의보는 도미니카 공화국 남부와 아이티 남부에 8월 4일 밤부터 8월 5일 밤까지 유효했다. 8월 5일 아침에는 자메이카 전지역에 허리케인주의보가 발령되었고 이날 늦은 아침부터 8월 6일 아침까지 아이티 남서부 반도에 허리케인주의보가 새로 유효했다. 허리케인경보는 8월 5일 낮부터 8월 6일 늦은 오후까지 유효했고 케이맨 제도에서도 8월 5일 오후부터 8월 6일 아침까지 허리케인주의보가 새로 발령되었고 이후 8월 6일 늦은 오후까지 허리케인경보가 재발령되었다.
허리케인 앨런이 멕시코만에 근접하면서 8월 6일 오후부터 8월 8일 아침까지 멕시코 유카탄반도 북동쪽에서 허리케인주의보가 새로 발령되었고 미국의 플로리다 키에서도 8월 6일 저녁부터 8월 8일 아침까지 풍랑주의보가 발효되었다. 앨런이 상륙한 곳인 멕시코 북동부는 8월 8일 아침부터 8월 9일 아침까지 허리케인주의보가 내려졌다. 한편 텍사스주 남부 해안에서는 8월 8일 오후부터 8월 10일 오후까지 지속되었다. 풍랑주의보와 허리케인주의보는 루이지애나주 남부 해안에도 발령되어 8월 8일 오후부터 8월 9일 오후까지 유효하였다. 허리케인경보는 멕시코에 8월 9일 오후부터 8월 10일 늦은오후까지 계속되었고 텍사스 주에서는 8월 9일 늦은 오후에서 8월 10일 늦은 오후까지 발효되었다. 루이지애나주 해안에는 8월 9일 늦은 오후에 모든 주의보가 해제되었다. 텍사스 주에서는 허리케인경보가 풍랑경보로 낮춰져 8월 10일 늦은 오후부터 8월 11일 이른 아침까지 지속되었다가 전부 해제되었다.

## 피해

### 카리브 해 국가들
바베이도스에서는 총 재산피해액이 150만달러(1980년 기준)로 집계되었고 500채 이상의 집이 파손되었거나 파괴되었다. 그러나 사망자는 나오지 않았다. 세인트 루시아에서는 앨런이 사피어-심슨 허리케인 등급 제3등급의 세력으로 휩쓸어 대단히 많은 피해를 입었다. 최대풍속은 170km/h(90kt)까지 도달하였으며 해면기압은 967hPa을 기록하였다. 27명이 사망하였고 18명의 이재민이 발생하였다. 과들루프에서는 높은 파도가 해안가를 덮쳐 1명이 숨졌다. 마르티니크에서는 허리케인 앨런이 섬의 남쪽 불과 80km(50mi) 해상을 통과하면서 피해가 극심했다. 그곳에서 해안가에 닥친 파도는 최고 6m(20ft)까지 치솟았다.
케이맨 제도의 섬인 케이맨 브라크(Cayman Brac)에서는 바람이 185km/h(115mph)까지 불어 많은 피해를 입었고 자메이카의 해역에 있던 산호초는 앨런의 의해 황폐화되었다. 또한 그곳의 수많은 자리돔은 앨런의 의해 죽었다. 자메이카에서는 8명이 숨졌고 북동쪽 해안가에서 특히 피해가 극심했다. 이 지역에서는 앨런의 진로와 가장 가까운 곳이었고 파도는 12m(39ft)의 거대한 높이로 해안가를 집어삼켰다. 쿠바에서는 3명이 사망했다.
그러나 가장 많은 인명피해와 재산피해가 집계된 곳은 바로 아이티였다. 그곳에서는 갑작스럽게 홍수가 일어나면서 4억달러(1980년 기준)의 피해가 났고 전체 커피 작물의 60%가 파괴되었다. 총 220명이 숨졌고 83만 5천명이 이재민으로 남게 되었다. 수도인 포르토프랭스에서는 41명이 사망했고 홍수로 1,200명이 집을 잃었다.

### 멕시코
멕시코에서는 특히 북동부와 유카탄반도에서 피해가 심했다. 북동부 지역에서는 강수량이 180mm를 기록했다. 그러나 인명피해는 없었는데, 그 이유로는 앨런이 상대적으로 인구가 희박한 지역을 습격해 별다른 피해가 많이 나오지 않았기 때문이었다.

### 미국
미국 텍사스주 남부에 위치한 작은 도시인 포트맨즈필드(Port Mansfield)에서는 파도가 3.7m(12ft)을 기록했고 208km/h(129mph)의 돌풍도 여기서 기록되었다. 그러나 이 기록은 다른 해안가 지역에서 파도가 더 높았을 가능성도 있다. 코퍼스크리스티 (텍사스주)에서는 지붕 위에 놓여져있던 자갈이 날아가면서 인근 18층 은행 건물에 유리 손상을 일으켰다. 사망자는 텍사스주에서 7명, 루이지애나주에서 17명을 기록해 루이지애나 주에 더 많이 나왔는데, 그 이유로는 작업자들이 헬리콥터가 추락하면서 함께 추락사했기 때문이다. 또한 앨런은 텍사스 주에 수많은 토네이도를 발생시키게 했는데 그 중 하나는 주도인 오스틴 (텍사스주)에서는 1억달러의 재산피해액을 낳게 하면서 허리케인이 발생시킨 토네이도 중 가장 피해가 극심했던 토네이도가 되었다. 전체적으로 미국에서도 소량의 피해가 나왔는데 여기서도 인구가 희박한 지역에 상륙했고 약해진 세력으로 상륙했기 때문이다.
허리케인 앨런은 텍사스주 남부에 250mm~510mm의 강수량을 기록하면서 1980년의 폭염을 종결시키는 결과를 낳았다. 1980년의 폭염은 주로 댈러스와 포트워스 지방에서 일어났으며 38 °C가 넘는 더위가 무려 69일동안 지속된 일이었다.

## 기록
허리케인 앨런이 8월 5일에 사피어-심슨 허리케인 등급 제5등급에 도달하면서 당시의 모든 허리케인 중 가장 빠른 날에 제5등급의 세력이 된 허리케인이 되었으나 앞서 말한 것처럼 26년 후인 2005년에 허리케인 에밀리가 7월 16일에 제5등급에 도달하면서 기록이 깨졌다. 또한 앨런은 허리케인의 일생 동안 제5등급이 세차례 있었던 허리케인으로 현재로는 2004년의 허리케인 이반과 2003년의 허리케인 이사벨, 그리고 1980년의 허리케인 앨런, 이렇게 3개 밖에 없다. 또한 이 허리케인은 현재 북대서양에서 발생한 모든 허리케인 중 중심기압이 899hPa을 기록하여 5번째로 강력한 허리케인이 되었지만, 그 때 앨런보다 강했던 허리케인은 1935년에 발생한 1935년 노동절 허리케인 밖에 없었다. 앨런의 풍속은 310km/h(190mph)에 도달하여 8월의 허리케인으로는 가장 피해가 극심했던 허리케인으로 악명높다. 앨런은 제5등급의 세력을 3일동안 유지해 매우 보기 드문 허리케인이었는데, 현재 앨런보다 제5등급의 세력을 길게 유지했던 허리케인은 5개밖에 없다.

## 제명
허리케인 앨런(Allen)은 위에 나타난 상황처럼 매우 극심한 피해를 남겨 1981년 봄에 영구제명되었고 후에 '앤드루(Andrew)'가 대체되어 1986년부터 사용되었다. 그러나 공교롭게도 앤드루가 사용된 1992년의 허리케인 앤드루도 제명되어 현재는 '알렉스(Alex)'가 앨런의 후계자인 셈이다.

## 같이 보기
- 허리케인 윌마
- 허리케인 퍼트리샤
- 허리케인 하비